# Oncocalamus
Oncocalamus ist eine im tropischen Afrika heimische, kletternde Palmengattung. In der Familie einzigartig sind die Blütenknäuel. 

## Merkmale
Die Vertreter sind mehrstämmige, kletternde Rattanpalmen mit gefiederten Blättern. Sie sind mit Stacheln bewehrt, mehrmals blühend und einhäusig getrenntgeschlechtig (Monözie). Der Stamm ist im Querschnitt kreisrund und besitzt lange Internodien. 
Die Chromosomenzahl ist unbekannt.  

### Blätter
Die Blätter sind gefiedert, bei jungen Pflanzen zweiteilig (bifid) und tragen einen endständigen Cirrus. Die Blattscheide ist röhrig und trägt verstreut schwarze, dreieckige starre Stacheln und eine zerstreute Behaarung. Der Blattstiel ist meist sehr kurz und fehlt bei ausgewachsenen, blühenden Stämmen. Die Rhachis ist mit Stacheln besetzt, gleich der Scheide. Der Cirrus trägt ein Paar zurückgebogener Akanthophylle. Die Spreite setzt sich aus wenigen bis zahlreichen Fiederblättchen zusammen, die meist einfach gefaltet sind, ganzrandig, zugespitzt, lanzettlich bis leicht sigmoidal. Sie sind am verdickten Blattrand mit festen Stacheln besetzt. Die proximalen Blättchen sind häufig kleiner als die übrigen und stark bewehrt sowie über den Stamm hinweg zurückgebogen. 

### Blütenstände
Die Blütenstände sind einmal verzweigt. Der Blütenstandsstiel ist in der Blattscheide eingeschlossen. Das Vorblatt ist röhrig, eng anliegend, zweikielig und an der Spitze zweilappig. Es ist kürzer als die Blattscheide des Tragblattes. Am Blütenstandsstiel gibt es meist vier distich stehende Hochblätter, die zunächst eng scheidig anliegen, später längs aufreißen. Die Blütenstandsachse ist länger als der -stiel, ihre Hochblätter ähneln denen des Stiels. Die Seitenachsen erster Ordnung sind hängend oder abstehend und haben ein basales, zweikieliges, röhriges Vorblatt und zahlreiche distich stehende, kurze, röhrige, etwas aufgeblasene Hochblätter. Jedes von diesen umschließt ein Blütenknäuel. Nach der Blüte können sie unregelmäßig aufreißen. Der Blütenknäuel ist teilweise von einem röhrigen, zweikieligen Vorblatt verdeckt und besteht aus bis zu elf Einzelblüten, die aus einer Gruppe mit einer oder drei zentralen weiblichen Blüten und zwei seitlichen Wickeln aus zwei bis vier männlichen Blüten bestehen. Jede Blüte außer der zentralen weiblichen besitzt eine offene, spatelförmige, zweikielige, vorblattähnliche Brakteole. Die genaue Morphologie der Blütenknäuel ist nicht erforscht.

### Blüten
Die männlichen Blüten sind symmetrisch. Der Kelch ist häutig, gestielt, röhrig und endet in drei kurz dreieckigen, zugespitzten Lappen. Die Krone überragt den Kelch nur wenig und ist fast bis zur Basis in drei langte, valvate Lappen geteilt. Die sechs Staubblätter sind mit ihren Staubfäden zu einer dicken, fleischigen Röhre verwachsen. An der Spitze stehen sechs seichte Lappen, auf deren Innenseite hängende, runde, latrorse Antheren stehen. Das Stempelrudiment ist sehr schmal, konisch und ragt leicht über die Staubblattröhre hinaus. Der Pollen ist ellipsoidisch und bisymmetrisch. Die Keimöffnung ist ein distaler Sulcus. Die längste Achse misst 29 bis 29 Mikrometer. 
Die weiblichen Blüten ähneln oberflächlich den männlichen, sind allerdings etwas breiter. Kelch und Krone sind ähnlich. An der Staminodien-Röhre stehen kleine, leere Antheren. Das Gynoeceum besteht aus drei verwachsenen Fruchtblättern, enthält drei Samenanlagen. Es ist ellipsoidisch und mir Schuppen besetzt. Der Griffel ist lang, schmal und dreikantig.

### Früchte und Samen
Die Frucht ist eher kugelig und trägt apikal kleine Narbenreste. Das Exokarp ist mit senkrechten Reihen von dünnen Schuppen besetzt. Das Mesokarp ist sehr dünn und fehlt zur Fruchtreife fast völlig. Das Endokarp ist nicht ausdifferenziert. Jede Frucht enthält nur einen Samen, der basal mit einem ovalen Hilum ansetzt. Er besitzt eine Sarcotesta. Das Endosperm ist homogen und seitlich von einer Masse der inneren Samenschale tief eingedrückt. 

## Verbreitung und Standorte
Die Arten kommen im äquatorialen Westafrika und im Kongobecken vor. Sie sind auf tropische Tiefland-Regenwälder beschränkt. 

## Systematik
Die Gattung Oncocalamus (G.Mann & H.Wendl.) H.Wendl. wird innerhalb der Familie Arecaceae in die Unterfamilie Calamoideae, Tribus Lepidocaryeae, Subtribus Ancistrophyllinae gestellt. Die Monophylie der Gattung wurde noch nicht untersucht (Stand 2008).
In der World Checklist of Selected Plant Families der Royal Botanic Gardens, Kew, werden folgende Arten anerkannt:
- Oncocalamus djodu De Wild.: Die Heimat ist Zaire.
- Oncocalamus macrospathus Burret: Die Heimat ist das tropische westliche und das tropische zentrale Afrika.
- Oncocalamus mannii (H.Wendl.) H.Wendl.: Die Heimat ist das südliche Kamerun bis Gabun.
- Oncocalamus tuleyi Sunderl.: Die Heimat reicht vom südöstlichen Nigeria bis zum westlichen Kamerun.
- Oncocalamus wrightianus Hutch.: Die Heimat reicht vom südlichen Benin bis zum südwestlichen Nigeria.

## Belege
- John Dransfield, Natalie W. Uhl, Conny B. Asmussen, William J. Baker, Madeline M. Harley, Carl E. Lewis: Genera Palmarum. The Evolution and Classification of Palms. Zweite Auflage, Royal Botanic Gardens, Kew 2008, ISBN 978-1-84246-182-2, S. 147–148.